# Pero melissa
Pero melissa là một loài bướm đêm trong họ Geometridae.